# Carl Bernhard Friedrich Graepel
Carl Bernhard Friedrich August Graepel (* 17. April 1818 in Kniphausersiel; † 14. Oktober 1890 in Jever) war Richter und Reichstagsabgeordneter.
Der Sohn eines Kaufmanns studierte von 1838 bis 1841 Jura an den Universitäten Jena, Heidelberg und Göttingen. Während seines Studiums in Jena wurde er 1838 Mitglied der Gesellschaft auf dem Burgkeller und 1840 Mitglied der Burschenschaft auf dem Fürstenkeller. 1843 trat er in den oldenburgischen Staatsdienst, zunächst beim Amt Oldenburg und beim Stadt- und Landgericht. 1846 wurde er Landgerichtssekretär in Ovelgönne, 1847 wechselte er nach Jever. 1852 war er Hilfsrichter in Cloppenburg, 1853 Landgerichtsassessor in Ovelgönne, 1858 Amtsrichter in Elsfleth, wo er 1863 Justizrat wurde. 1872 wurde er Amtsrichter in Jever, dort 1879 zum Oberamtsrichter befördert.
Mitglied des oldenburgischen Landtags war er 1850/51, 1862 bis 1866 und von 1869 bis 1876, von 1872 an als dessen Präsident. 1871 wurde er für die Nationalliberale Partei im Reichstagswahlkreis Großherzogtum Oldenburg 2 (Varel-Jever) in den Reichstag gewählt, legte dieses Mandat aber schon am 18. Dezember 1871 nieder.
Seit 1853 war er mit Christine Catharina geb. Süßmilch verheiratet. Sein Sohn Otto Graepel wurde später oldenburgischer Minister, seine Tochter Amalie Eleonore (1868–1947) heiratete Johannes Eduard Folckard Willms. Graepel starb 1890 an den Folgen eines Schlaganfalls.